# 배틀아이
배틀아이(BattlEye)는 사유의 안티 치트 소프트웨어 시스템이다. 처음에 2004년 배틀필드 베트남의 서드파티 안티치트로서 출시되었다가 이후 배틀그라운드, ARMA 3, 데이즈를 포함한 수많은 비디오 게임들에 공식 구현되었다.
배틀아이는 밸브 코퍼레이션의 프로톤 호환성 계층을 지원하며 Steam Deck에서도 이용이 가능하다.

## 배틀아이를 사용하는 게임
- ARMA 2
- 플래닛사이드 2
- ARMA 3
- 톰 클랜시의 레인보우 식스 시즈
- H1Z1 (취소됨)
- 이스케이프 프롬 타르코프
- 아크 서바이벌 이볼브드
- 언턴드
- 데스티니 가디언즈
- 배틀그라운드 (비디오 게임)
- 포트나이트 배틀로얄
- 데이즈 (비디오 게임)
- 와치 독스: 리전
- 아크 서바이벌 어센티드
- 그랜드 태프트 오토(grand thaft auto(gta))